# 中性原子量子计算机
中性原子量子计算机（英語：Neutral atom quantum computer）是一种新兴的量子计算平台。它利用激光冷却和光镊或光晶格等技术，将单个中性原子囚禁并排列成可控的阵列，并以这些原子的内部能级作为量子比特（qubit）。 通过精确调控的激光或微波场，可以对这些原子量子比特进行初始化、执行量子逻辑门操作以及最终的量子态读取，从而实现量子计算任务。
中性原子量子计算平台展现出多项显著优势。首先，自然界中的同种原子是全同粒子，这确保了量子比特物理性质的高度一致性，避免了制造差异带来的问题。 其次，中性原子阵列具有良好的可扩展性，可以通过光镊等技术相对容易地扩展到数百甚至数千个量子比特的规模。 此外，通过将原子激发到高激发态，即里德堡态（Rydberg state），可以实现原子间强且可控的长程相互作用，这是实现高保真度两量子比特门的关键机制。 中性原子的特定内部能级，如超精细“钟态”（clock states）或核自旋态，具有非常长的相干时间，有利于保持量子信息的完整性。 光镊阵列还赋予了系统高度的可重构性，允许在计算过程中动态地重新排列原子，为实现高效算法和先进的量子纠错方案提供了极大的灵活性。 尽管原子本身需要深度冷却，但量子计算机的核心操作通常在室温真空系统内运行，无需像超导量子计算那样维持在极低温（毫开尔文量级）的环境中。
中性原子量子计算是当前量子信息科学中一个非常活跃和快速发展的研究领域。 从大约2000年左右提出的利用里德堡原子特性实现量子门的基础概念，到2023年底至2024年初宣布的基于可重构原子阵列演示包含多达48个逻辑量子比特的量子处理器，这一领域在过去二十多年间取得了巨大的进展。这项由哈佛大学、QuEra Computing、麻省理工学院及美国国家标准与技术研究院（NIST）等机构合作完成的里程碑式工作，成功运行了大规模量子算法，并展示了在含噪声中等规模量子（NISQ）时代之后构建容错量子计算机的潜力。 相关成果发表于《自然》杂志。 这种从基本概念到复杂逻辑量子比特演示的快速发展，凸显了中性原子平台在可扩展性和实现量子纠错方面的巨大潜力，表明其固有的物理优势正被有效地转化为实验上的突破。
除了在通用量子计算方面的进展，中性原子平台还在量子模拟、量子传感等多个前沿方向展现出广阔的应用前景。

## 架构
中性原子量子计算机的架构依赖于原子物理学和激光技术的多项进展，核心环节包括原子的有效囚禁与冷却、量子比特阵列的构建、量子比特的编码方式以及量子态的精确初始化与读出。 从早期的光晶格方案到如今主流的动态可重构光镊阵列，其架构的演进反映了对更高控制精度、可扩展性和灵活性的追求，这为实现复杂的量子算法和纠错码奠定了基础。

### 原子囚禁、冷却与阵列构建

#### 磁光阱
磁光阱（Magneto-Optical Trap，简称）通常是中性原子量子计算实验流程的第一步，用于从背景原子蒸气中冷却和预囚禁原子，形成一个温度在微开尔文量级的低温原子云。 例如，在典型的铷原子实验中，原子蒸气首先被激光冷却至接近绝对零度。 一些实验装置采用双系统，例如同时冷却和囚禁铷（Rb）和钾（K）原子。 这些预冷却的原子随后被加载到更为精确的囚禁势中，如光镊阵列或光晶格。

#### 光镊阵列
光镊（Optical Tweezer）技术利用高度聚焦的激光束产生的偶极势阱来囚禁和固定单个中性原子，每个被囚禁的原子可以作为一个量子比特。 通过声光偏转器（AOD）或空间光调制器（SLM）等器件，可以产生并控制大量光镊，从而构建出一维、二维甚至三维的原子阵列。
一个关键的技术是逐原子构建（atom-by-atom assembly）。由于初始加载到光镊阵列中的原子通常是随机的，会导致阵列中存在空位缺陷。通过成像检测每个光镊中是否装载了原子，然后利用一个可移动的光镊将多余的原子拾取并填充到空位中，可以制备出无缺陷的、具有任意预定构型的原子阵列。 这一技术对于构建大规模、可编程的量子处理器至关重要。
光镊阵列的另一个核心优势在于其动态可重构性（dynamic reconfigurability）。在量子计算过程中，可以通过移动光镊来改变原子（量子比特）间的相对位置和相互作用的连接性。 这种动态调控能力对于优化特定量子算法的执行效率，以及实现某些需要特定几何构型的量子纠错码（如表面码或颜色码）具有重要意义。

#### 光晶格
光晶格（Optical Lattice）是另一种囚禁中性原子的成熟技术，它通过多束激光束在空间干涉形成周期性的势阱阵列，原子被囚禁在这些势阱的格点上。 早在1999年，布伦南 (Gavin K. Brennen)等人就提出了在远失谐势阱（far-off-resonance trap）中囚禁中性原子来实现量子逻辑门的方案。 他们指出，中性原子与环境的耦合较弱，可以有效抑制退相干；同时，光晶格天然支持对大量原子进行并行操作，具有良好的可扩展性潜力。 紧接着在2000年，布里格尔（Hans Jürgen Briegel）及其合作者进一步发展了利用原子间的冷控碰撞（cold controlled collisions）在光晶格和磁微阱中实现中性原子纠缠的方法。

### 量子比特编码
在中性原子量子计算机中，量子比特的信息被编码在单个原子的内部能级上。 根据所选原子种类（如碱金属、碱土金属等）及其能级结构的不同，主要有两种编码方式：

#### 超精细能级量子比特
这种编码方式常用于碱金属原子，如铷（Rb）和铯（Cs）。量子比特通常选择原子基态的两个具有长寿命的超精细结构能级。 例如，在实验中广泛使用的87
Rb原子中，可以选择其{\displaystyle 5S_{1/2}}基态的两个磁不敏感的“钟态”（clock states）{\displaystyle |F=1,m_{F}=0\rangle }和{\displaystyle |F=2,m_{F}=0\rangle }作为量子比特的{\displaystyle |0\rangle }和{\displaystyle |1\rangle }态。 这些能级对外界磁场的一阶塞曼效应不敏感，因此具有较长的相干时间。

#### 核自旋量子比特
对于某些具有非零核自旋的原子种类，例如类碱土金属原子镱-171（171
Yb）或某些碱土金属（如锶）的同位素，可以将量子比特编码在其核自旋态上。 171
Yb 原子的核自旋为{\displaystyle I=1/2}，天然构成一个理想的两能级系统。 核自旋量子比特的一个重要优势在于其核磁矩远小于电子磁矩，使得它们对外部磁场环境噪声的敏感度极低，从而能够实现非常长的相干时间。 对于处于电子总角动量为零的基态的原子，其核自旋由于缺乏超精细耦合，对光阱引起的退相干也表现出良好的鲁棒性。 171
Yb 的核自旋量子比特已被证明具有快速、高保真度的控制和读出特性。

### 初始化与读出

#### 初始化
在进行量子计算之前，需要将所有量子比特制备到一个确定的初始量子态，通常是计算基矢的{\displaystyle |0\rangle }态。这一般通过光抽运（optical pumping）技术实现。 光抽运利用特定频率和偏振的激光与原子相互作用，通过多次吸收和自发辐射过程，将原子布居数泵浦到目标能级。实验中，量子态制备保真度可高达{\displaystyle 0.997(1)}。

#### 读出
量子计算结束后，需要测量每个量子比特的最终状态以获得计算结果。中性原子量子计算机中常用的读出方法是共振荧成像测量（resonance fluorescence measurement）。 该方法利用态选择性散射：向原子发射一束近共振的探测激光，如果原子处于与激光共振的能级（例如{\displaystyle |1\rangle }态），它会吸收并重新发射光子，产生荧光；如果原子处于非共振能级（例如{\displaystyle |0\rangle }态），则几乎不散射光子。
收集到的荧光信号通常由高灵敏度的相机（如EMCCD相机）成像，从而并行地读出整个原子阵列的状态。 在某些实验方案中，还会结合态选择性推出（state-selective push-out）技术，即通过激光将处于特定态的原子从陷阱中“推”出去，随后通过成像检测原子是否存在来判断其初始量子态。 对于碱土金属里德堡原子，还可以利用其双价电子结构，通过自电离检测（auto-ionization detection）实现高效的里德堡态探测。

## 单量子比特门
单量子比特门是对单个量子比特执行的幺正操作。在中性原子量子计算机中，单量子比特门主要分为全局门和单点寻址门两大类。

### 全局门与单点寻址门
全局单量子比特门（Global Single-Qubit Gates）是指同时对量子比特阵列中的所有原子施加相同的量子操作。对于编码在超精细能级的量子比特（如铷、铯），通常使用微波场来实现全局旋转。 这种方法易于扩展到大规模阵列。
单点寻址单量子比特门（Site-Addressed Single-Qubit Gates）是指能够独立地对阵列中选定的单个量子比特进行操作。实现这一目标的主要手段是利用聚焦激光束。一种常用技术是，首先施加一个全局驱动场（如微波场），然后用一束紧聚焦的激光照射目标原子，通过局域斯塔克位移（AC Stark shift）使其跃迁频率与全局场共振，从而仅驱动被选中的原子。 另一种强大技术是利用受激拉曼跃迁（stimulated Raman transition），通过两束聚焦激光束驱动目标原子在两个量子比特能级之间发生相干转移。

### 典型保真度
近年来，中性原子平台的单量子比特门保真度取得了显著进展，在不同原子体系中均实现了极高的控制精度。例如，在铷原子（87
Rb）中，利用拉曼激光脉冲驱动的单量子比特旋转，保真度可超过 {\displaystyle 99.97\%}。 对于铯原子（133
Cs），使用随机基准测试（Randomized Benchmarking, RB）测得的结果显示，全局微波门的阵列平均保真度达到了 {\displaystyle 0.9983(14)}，而单点寻址门的平均保真度也高达 {\displaystyle 0.9923(7)}。 此外，在基于镱原子（171
Yb）核自旋的量子比特实验中，通过随机基准测试得到的单比特门平均保真度同样达到了 {\displaystyle 99.92(1)\%} 的优异水平。

## 纠缠门
为了实现通用量子计算机，至少还需要一种两量子比特纠缠门。在中性原子量子计算机中，实现该目标的核心机制是利用原子间的里德堡相互作用（Rydberg interaction），特别是里德堡阻塞（Rydberg blockade）效应。
里德堡原子是指其外层电子被激发到主量子数 {\displaystyle n\gg 1} 的高激发态的原子。这些原子具有巨大的尺寸和极强的偶极-偶极相互作用。 里德堡阻塞现象是指，当一个原子被激发到里德堡态后，由于强烈的相互作用导致能级移动，会阻止邻近区域（阻塞半径 {\displaystyle R_{b}} 内）的其他原子被同一个激光场激发到相同的里德堡态。在阻塞半径内，最多只能有一个原子被激发。 利用这一机制，可以构建受控非门（CNOT gate）或受控相位门（CZ gate）等关键的两量子比特门。

### Jaksch门
2000年，雅克施（Dieter Jaksch）等人提出了一种利用里德堡阻塞实现中性原子快速量子门的方案。 该方案通过一个脉冲序列（例如，对控制比特施加 {\displaystyle \pi } 脉冲，对目标比特施加 {\displaystyle 2\pi } 脉冲，再对控制比特施加 {\displaystyle \pi } 脉冲），条件性地在{\displaystyle |11\rangle }态上施加一个相位，从而实现受控相位门。其门操作时间远快于原子在囚禁势中的运动时间尺度，从而对原子温度和间距的变化不敏感。

### 绝热演化门
绝热演化门（Adiabatic gate）通过缓慢地改变激光参数（如拉比频率 {\displaystyle \Omega (t)} 和失谐 {\displaystyle \Delta (t)}），使原子量子态沿着布洛赫球上的某个路径绝热地演化。通过精心设计绝热路径，可以使得特定的两量子比特态（例如{\displaystyle |11\rangle }）相对于其他态多积累一个 {\displaystyle \pi } 的相位，从而实现一个门。 这种方案的优点在于对某些实验噪声（如激光强度和频率波动、原子运动等）具有鲁棒性，但其操作时间通常比非绝热门要长。

### Levine-Pichler门
Levine-Pichler门是一种快速的非绝热替代方案，通过精心选择的全局激光脉冲序列实现受控相位门，简化了实验装置。 其脉冲序列经过优化，可以在布洛赫球上驱动{\displaystyle |11\rangle }态积累一个净相位，而其他态则不积累或积累一个可消除的全局相位。利用量子优化控制技术，已找到比原始方案更快、更平滑的脉冲形状，可进一步缩短门操作时间，减轻多种误差来源的影响。

### 两量子比特门保真度进展
近年来，中性原子平台的两量子比特纠缠门保真度取得了突破性提升，达到了量子纠错的阈值要求，其中不乏里程碑式的实验成果。例如，卢金（Mikhail Lukin）团队于2023年在《自然》杂志上报道，他们在多达60个87
Rb 原子上并行实现了两量子比特纠缠门，保真度高达 {\displaystyle 99.5\%}。 在碱金属原子之外，基于碱土金属原子的研究也取得了重要进展。曼努埃尔·恩德雷斯（Manuel Endres）团队于2020年在《自然-物理学》上报道了基于锶（Sr）原子的两量子比特纠缠，其贝尔态制备保真度在进行SPAM（态制备与测量）校正后达到了 {\displaystyle \geq 0.991(4)}。

## 量子纠错与逻辑量子比特
量子纠错（Quantum Error Correction, QEC）是构建实用且可靠的大规模量子计算机的关键。它通过将多个物理量子比特编码成一个逻辑量子比特（logical qubit），并利用量子纠错码来检测和纠正错误。 中性原子平台因其高度的灵活性和可扩展性，在实现量子纠错方面展现出独特的优势。
一个里程碑式的进展是多列夫·布卢夫斯坦（Dolev Bluvstein）等人于2024年在《自然》杂志上发表的研究成果，他们基于可重构的中性原子阵列构建了一个逻辑量子处理器。 在这项工作中，研究团队利用中性原子作为物理量子比特，通过并行操作和动态量子比特重构，实现了对多达48个逻辑量子比特的直接高效控制。 他们利用了二维颜色码（2D color codes）和三维{\displaystyle [\![d^{2},1,d]\!]}码块等量子纠错码，演示了复杂的纠错操作，例如通过将表面码的码距从{\displaystyle d=3}扩展到{\displaystyle d=7}来改进两逻辑量子比特门的性能，并容错地创建了逻辑GHZ态。
这项工作展示了中性原子阵列在不同量子纠错码和量子算法之间的灵活适应性，并实现了迄今为止一些最复杂的纠错量子算法，代表了向量子容错计算迈出的重要一步。 基于这些突破，QuEra Computing公司宣布了其发展纠错量子计算机的路线图，计划在2026年推出具有100个逻辑量子比特（物理量子比特超过10000个）的系统，旨在推动量子计算超越经典模拟的极限。

## 与其他平台的比较
中性原子量子计算机是多种有前景的量子计算实现方案之一。
与离子阱量子计算机相比，两者都利用天然原子作为量子比特，因此量子比特具有天然的同一性和良好的相干特性。 然而，两者在实现方式上存在显著差异。中性原子利用光镊或光晶格进行囚禁，能够灵活构建一维、二维乃至三维的原子阵列，并通过“逐原子构建”技术形成可重构的无缺陷结构；相比之下，囚禁离子则依赖保罗阱（Paul trap）等电磁场，通常将离子限制在一维链状结构中。这种结构上的不同直接影响了平台的可扩展性：中性原子被认为在直接扩展量子比特数量方面具有显著优势，而囚禁离子在扩展单个离子链时则面临挑战，其主要发展方向是采用QCCD等模块化架构。 两者实现量子门的方式也截然不同。中性原子依赖于短程但极强的里德堡阻塞效应，其连接性可通过移动原子来动态重构，并且高并行度的门操作是其突出优点。而囚禁离子则利用激光驱动共享的声子振动模式作为信息媒介，这使得在单个阱内通常可以实现全连接，但代价是并行执行多个门操作较为困难。 在门操作速度方面，中性原子的两比特门速度通常在亚微秒到几微秒量级，相对快于通常需要几十到几百微秒的囚禁离子门。
与超导量子计算机相比，中性原子量子计算机最根本的区别在于量子比特的物理载体。中性原子采用自然界中完全相同的原子，而超导量子比特是人工制造的宏观量子电路（如Transmon），其性质依赖于复杂的制造工艺，在一致性上面临更大挑战。这一差异也带来了操作条件和性能上的权衡。超导量子比特必须在极低温（毫开尔文量级）的稀释制冷机中工作以抑制热噪声，而中性原子系统的核心虽然需要深度冷却，但通常在室温真空系统内运行，环境要求相对宽松。然而，在运算速度上，超导平台优势明显，其门操作速度可达纳秒量级，远快于原子系统的微秒量级。 此外，在系统的连接性方面，超导量子比特的耦合通常被设计为局域的，例如每个比特仅与最近邻的几个比特直接相连，实现远距离耦合需要额外的SWAP操作。而中性原子平台则能通过原子重排或长程的里德堡相互作用，实现更灵活和动态的连接拓扑。
总体而言，中性原子量子计算机凭借其量子比特的天然同一性、良好的相干性、通过里德堡相互作用实现的强且可控的相互作用，以及在可扩展性和可重构性方面的突出潜力，成为构建大规模容错量子计算机的一条极具吸引力的技术路线。